# ルーズベルト家
ルーズベルト家（Roosevelt family）は、アメリカ合衆国の政治家の家系である。ニューヨーク州を拠点とし、2人の大統領と1人のファーストレディを輩出したほか、多数の政治家、実業家、銀行家、ソーシャライトなどを出した。
17世紀にオランダからニューアムステルダム（現在のニューヨーク市）に移り住んだ移民の末裔で、ニューヨーク州の政治・経済において名を上げ、名家と婚姻関係を結んだ。オイスターベイとハイドパークに拠点を置く2つの分家があり、前者は第26代大統領のセオドアを、後者は第32代大統領のフランクリンを出した。一族から2人の大統領を出した家には、他にアダムズ家、ハリソン家、ブッシュ家がある。
英語の標準的発音ではローズヴェルトが近い。オランダ語ではローゼンフェルト（Rosenvelt）と言った。

## 歴史
オランダ人のクレース・マーテンセン・ファン・ローゼンフェルト(Claes Maartenszen van Rosenvelt, c. 1626–1659)は、1638年から1649年の間のいずれかの年にニューアムステルダム（現在のニューヨーク市）に到着した。1652年頃、クレースは、マンハッタン島の24モルゲン（約20ヘクタール）の土地をランバート・ファン・ヴァルケンブルグから購入した。この土地は現在のミッドタウンに当たり、エンパイア・ステート・ビルの所在地を含む。
クレースの息子のニコラスは、現在の"Roosevelt"という綴りを初めて使用した。
また、ニューヨークの市会議員となり、一族における初の政治家となった。
ニコラスの息子のヨハネスとヤコブスはそれぞれ、オイスターベイとハイドパークに居を構え、それが現在の2つの分家につながった。19世紀後半までに、ハイドパークのルーズベルト家は民主党と、オイスターベイのルーズベルト家は共和党と結びつくようになった。両家は政治的立場の違いから対立することはあったものの、ハイドパーク分家出身のフランクリンがオイスターベイ分家出身のセオドアの姪（弟の娘）のエレノアと結婚するなど、両家は概して友好的であり続けた。

## 一族
- Claes Martenszen van Rosenvelt (1623–1660) - オランダ移民で、アメリカにおけるルーズベルト家の祖。Jannetje Samuels Thomas (1625–1660) と結婚[3]
  - Elsie Roosevelt (bap. 1652–1703) - ニューヨーク市副参事のHendrick Meyerと結婚[3]:4–5
    - Catharina Meyer - Harmanus Rutgersと結婚[3]:8–9
      - Hendrick Rutgers (1712–1779) ニューヨーク市長ヨハネス・デ・ペイスターの娘Catharina De Peysterと結婚[3]:16
        - ヘンリー・ラトガーズ（英語版） (1745–1830) - アメリカ独立戦争の英雄、慈善活動家、ラトガーズ大学の名前の由来[3]:17

      - Eva Rutgers - John Provoostと結婚[3]:17
        - サミュエル・プロヴォスト（英語版） (1742–1815) - 米国聖公会第3代総裁主教[3]:32–33
          - Maria Provoost - ニューヨーク市長カドウォールーダー・D・コールデン（英語版）と結婚[3]:33

  - Anna Margaret Roosevelt (1654–1706) - Heyman A. Roosa (1643–1708)と結婚
  - Nicholas Roosevelt (1658–1742) - Heyltje Jans Kunst (1664–1730)と結婚
    - Nicholas Roosevelt (b. 1687) - 金細工職人
      -  Nicholas Roosevelt (b. 1715) - アメリカ独立戦争におけるニューヨーク州民兵中尉
        -  Nicholas Roosevelt (1758–1838) - ウォーレン郡選出ニューヨーク州下院議員[4]
          -  Solomon Roosevelt (1778–1832)
            -  Solomon Roosevelt (1807–1900) - 造船技師。造船会社「ルーズベルト＝ジョイス」を立ち上げ、多数の船を建造した。
              -  George Washington Roosevelt（英語版） (1844–1907) - 第二次ブルランの戦いで名誉勲章を受章[5]

    - Johannes Roosevelt (1689–1750)
      - Margreta Roosevelt (bap. 1709) - ニューヨーク市長ヨハネス・デ・ペイスターの息子William de Peysterと結婚
      - Nicholas Roosevelt (b. 1717) - 商人
        -  Nicholas Roosevelt (bap. 1740) - ニューヨーク市参事

      - Cornelius Roosevelt (b. 1731) - チョコレート職人[6]、ニューヨーク市参事
        - Cornelius C. Roosevelt (bap. 1755) - 商人、ニューヨーク市参事、ニューヨーク州下院議員。ニューヨーク市長エドワード・ホランド（英語版）の孫Alida Fargieと結婚
        - Maria Roosevelt (1760–1821) - John Duffieと結婚
          - Matilda Duffie - ニューヨーク市参事Gerard De Peysterと結婚
            - Margaret De Peyster - ラトガーズ大学学長フィリップ・ミレドラー・ブレット（英語版）と結婚

          - Cornelius Roosevelt Duffie (1789–1827) - 聖公会司祭、聖トマス教会創設者。アンソニー・リスペナード・ブリーカー（英語版）の孫Helena Bleeckerと結婚
            - Cornelius Roosevelt Duffie (1821–1900) - コロンビア大学コロンビアカレッジ（英語版）初代チャプレン、エピファニー教会創設者

        -  Elbert Roosevelt (1767–1857) - ニューヨークの商人、ペラム・マナー（英語版）の初期の入植者[7]。政治家ピーター・T・クルテニウス（英語版）の娘Jane Curteniusと結婚
          -  Clinton Roosevelt (1804–1898) - 政治家、発明家

      -  Jacobus Roosevelt (1724–1777)
        - Johannes Roosevelt (bap. 1751) - スカイラー家（英語版）のMary Schuylerと結婚
          - Mary Roosevelt (1789–1837) - Pierre Guillaume de Peysterの息子William Sheriff de Peysterと結婚[8]

        - Nicholas Roosevelt (1767–1854) - 発明家。建築家ベンジャミン・ラトローブの娘Lydia Latrobeと結婚
          -  Samuel Roosevelt (1813–1878)
            - Nicholas Latrobe Roosevelt (1847–1892)
              -  Henry Latrobe Roosevelt (1879–1936) - アメリカ海軍次官補（英語版）。カリフォルニア州巡回判事ウィリアム・W・モロー（英語版）の娘Eleanor Morrowと結婚
                - Eleanor Katherine Roosevelt (1915–1995) - 連邦下院議員ジェームズ・W・ワズワース・ジュニア（英語版）の息子Reverdy Wadsworthと結婚

            -  Samuel Montgomery Roosevelt（英語版） (1858–1920) - 芸術家

        -  James Jacobus Roosevelt (1759–1840) - スカイラー家の末裔Maria Van Schaackと結婚
          - Cornelius Van Schaack Roosevelt Sr. (1794–1871) - オイスターベイ分家の祖（その子孫は以下を参照）
          - James John Roosevelt（英語版） (1795–1875) - 政治家、実業家、法律家。政治家コーネリアス・p・ヴァン・ネス（英語版）の娘Cornelia Van Nessと結婚
            - Marcia Ouseley Roosevelt (b. 1847) - オペラ歌手Edward Brooks Scovelと結婚
              - Frederick Roosevelt Scovel - ユリシーズ・S・グラントの孫Vivien May Sartoris (1879–1933)と結婚

          - Catherine Roosevelt (1803–1844) - Michael Bourkeと結婚
            - Margaret Jones Bourke - カナダの商人・銀行家・政治家トーマス・エドワード・ケニー（英語版）と結婚

          - William Henry Roosevelt (1806–1869) - 政治家、投機家

    -  James Jacobus Roosevelt (1692–1776) - Catharina Hardenbroekと結婚
      - Helena Roosevelt (1719–1772) - Andrew Barclayと結婚[3]:24[9]:255
        - Charlotte Amelia Barclay (1760–1778) - 解剖学者Richard Bayleyと結婚[3]:43–44
          - Guy Carlton Bayley - Grace Rooseveltと結婚[3]:58
            - ジェームズ・ルーズベルト・ベイリー（英語版） (1814–1877) - カトリック教会ボルチモア大司教[3]:58

      - Christopher Roosevelt (b. 1739)[3]:31
        -  James Christopher Roosevelt (1770)[3]:47
          -  James Henry Roosevelt（英語版） (1800–1863) - ルーズベルト病院（英語版）創設者[3]:47

      -  Isaac Roosevelt (1726–1794) - 商人、バンク・オブ・ニューヨーク共同創設者、ニューヨーク州下院議員。Cornelia Hoffmanと結婚
        - Jacobus Roosevelt (1760–1847) - ウィルヘルムス・ビークマン（英語版）の末裔Maria Waltonと結婚
          - Grace Roosevelt - Guy Carlton Bayleyと結婚
          - Isaac Daniel Roosevelt (1790–1863) - ハイドパーク分家の祖。Mary Rebecca Aspinwallと結婚

        -  Maria Roosevelt (b. 1763) - ニューヨーク市長リチャード・ヴァリックと結婚

### オイスターベイ分家
- Cornelius Van Schaack Roosevelt Sr. (1794–1871) - ケミカル・バンク（英語版）共同創設者
  - Silas Weir Roosevelt (1823–1870)
    - Cornelius Roosevelt (1847–1902) - Anais Julia Carmencita Piorkque (1848–1941)と結婚。その後Anastacia Anderpoll (1879–1962)と結婚
      - Andre Roosevelt (1879–1962) - 映画監督。彫刻家のAdelheid Lange (1879–1962)と結婚
      -  Hilda Roosevelt (1881–1965) - オペラ歌手

    - Hilborne Roosevelt (1849–1886) - オルガン製作者。Katherine Shippenと結婚
    -  James West Roosevelt (1858–1896) - 医師
      -  Nicholas Roosevelt (1893–1982) - アメリカの外交官、ジャーナリスト

  - James Alfred Roosevelt (1825–1898) - 銀行家
    - Alfred Roosevelt (1856–1891) - 銀行家。実業家オーガスタス・ローウェル（英語版）の娘Katherine Lowellと結婚
      -  Elfrida Roosevelt - 第4代準男爵オーム・ビグランド・クラーク（英語版）と結婚
        -  Sir Humphrey Clarke, 5th Baronet（英語版） (1906–1973)
          -  Sir Toby Clarke, 6th Baronet（英語版） (1939–2019) - イギリスの実業家
            -  Theodora Roosevelt Clarke（英語版） (1985–) - イギリスの国会議員
            -  Sir Lawrence Clarke, 7th Baronet（英語版） (1990–) - 陸上競技選手、投資銀行家

    -  William Emlen Roosevelt (1857–1930) - 銀行家、実業家
      - George Emlen Roosevelt（英語版） (1887–1963) - 銀行家、慈善活動家
        -  Julian Roosevelt (1924–1986) - セーリング選手、銀行家

      -  Philip Roosevelt（英語版） (1892–1941) - 第一次世界大戦におけるアメリカ空軍大尉、銀行家。Jean S. Rooseveltと結婚

  - Cornelius Van Schaack Roosevelt Jr.
  - Robert Barnwell Roosevelt (1829–1906) - 自然保護活動家。Elizabeth Ellisと結婚。その後Minnie O'Sheaと結婚
    - John Ellis Roosevelt（英語版） (1853–1939) - ニューヨークの政治家サミュエル・B・H・ヴァンス（英語版）の娘Nannie Vanceと結婚
      - Jean Schermerhorn Roosevelt - Philip James Roosevelt Sr.と結婚

    -  Granville Roland Fortescue（英語版） (1875–1952) - 軍人。アレクサンダー・グラハム・ベルの姪Grace Hubbard Bell（英語版）と結婚
      - Thalia Massie（英語版） (1911–1963) - 1932年のマシー事件（英語版）の被害者
      - Kenyon Fortescue (1914–1990) - ヘレン・ホイットニー（英語版）の芸名の映画女優。リチャード・S・レイノルズ・シニア（英語版）の息子Julian Louis Reynoldsと結婚

  - Theodore Roosevelt Sr.（英語版） (1831–1878) - Martha "Mittie" Bulloch（英語版）と結婚
    - Anna "Bamie/Bye" Roosevelt（英語版） (1855–1931) - William Sheffield Cowles Sr.（英語版）と結婚
      - William Sheffield Cowles Jr.（英語版） (1898—1986) - コネチカット州上院議員

    - Theodore "T.R." Roosevelt Jr. (1858–1919) - 第26代アメリカ合衆国大統領。アリス・ハサウェイ・リーと結婚。後にイーディス・カーミット・カロー（英語版）と結婚
      - Alice Lee Roosevelt（英語版） (1884–1980) - ニコラス・ロングワース（英語版）と結婚
        - Paulina Longworth (1925–1957) - ウィリアム・ボーラとアリスの間の娘。アレクサンダー・マコーミック・スターム（英語版）と結婚
          - Joanna Mercedes Alessandra Sturm (b. 1946)

      - Theodore "Ted" Roosevelt III（英語版） (1887–1944) - Eleanor Butler Alexander（英語版）と結婚
        - Grace Green Roosevelt（英語版） (1911–1994) - William McMillanと結婚
        - Theodore Roosevelt IV (1914–2001) - Anne Mason Babcockと結婚
          - Theodore Roosevelt V（英語版） (b. 1942) - Constance Lane Rogersと結婚
            - Theodore Roosevelt VI (b. 1976) - Serena Clare Torreyと結婚

        - Cornelius Van Schaack Roosevelt III（英語版） (1915–1991)
        - Quentin Roosevelt II (1919–1948) - Frances Blanche Webbと結婚
          - Anna Curtenius Roosevelt（英語版） (b. 1946) - 考古学者
          - Susan Roosevelt（英語版） - William Weldと結婚
          -  Alexandra Roosevelt

      - Kermit Roosevelt Sr.（英語版） (1889–1943) - Belle Wyatt Willardと結婚
        - Kermit Roosevelt Jr.（英語版） (1916–2000) - Mary Lowe Gaddisと結婚
          - Kermit Roosevelt III
            -  Kermit Roosevelt IV（英語版） (b. 1971) - 法学者、作家

          -  Mark Roosevelt（英語版） (b. 1955) - 学者、マサチューセッツ州下院議員

        - Joseph Willard Roosevelt（英語版） (1918–2008) - ピアニスト、作曲家
        - Belle Wyatt "Clochette" Roosevelt (1920–1985) - John Gorham Palfrey Jr.（英語版）と結婚
          - Sean Palfrey - Judith Sullivan（英語版）と結婚
            - John Palfrey（英語版） (b. 1972) - 法学者
            -  Quentin Palfrey（英語版） (b. 1974)
            -  Katy Palfrey

      - Ethel Carow Roosevelt（英語版） (1891–1977) - Richard Derbyと結婚
        - Edith Roosevelt Derby（英語版） (1917–2008) - 歴史家、自然保護活動家
        - Sarah Alden Derby (1920–1999) - バーモント州上院議員ロバート・T・ガネット（英語版）と結婚

      - Archibald Bulloch "Archie" Roosevelt Sr.（英語版） (1894–1979) - Grace Lockwoodと結婚
        - Archibald Bulloch Roosevelt Jr.（英語版） (1918–1990) - CIA職員。Katherine Tweedと結婚。後にSelwa Carmen Showker（英語版）と結婚
          -  Tweed Roosevelt（英語版） (b. 1942) - 実業家

        - Theodora Roosevelt（英語版） (1919–2008) - 小説家。Tom Keogh（英語版）と結婚
        - Nancy Dabney Roosevelt (1923–2010) - 法律家ロバート・ジャクソンの息子William Eldred Jacksonと結婚
          - Melissa Jackson (b. 1952) - 法律家
          - Melanie Jackson - 著作権エージェント。トマス・ピンチョンと結婚

        -  Edith Kermit Roosevelt (1926–2003) - コラムニスト。アレクサンダー・グレゴリー・バーミン（英語版）と結婚
          -  Margot Roosevelt（英語版） (b. 1950) - ジャーナリスト。ラルフ・ホーンブロワー3世（英語版）と結婚
            - Samuel Roosevelt Hornblower (b. 1978) - テレビプロデューサー。『60ミニッツ』でエミー賞受賞[10]

      -  Quentin Roosevelt I（英語版） (1897–1918)

    - Elliott Roosevelt (1860–1894) - アンナ・レベッカ・ホール（英語版）と結婚
      - Anna Eleanor Roosevelt (1884–1962) - フランクリン・ルーズベルトと結婚。ファーストレディとなる。
      - Elliott Roosevelt Jr. (1889–1893)
      - Gracie Hall Roosevelt（英語版） (1891–1941) - Margaret Richardsonと結婚。後にDorothy Kempと結婚

    - Corinne Roosevelt（英語版） (1861–1933) - ダグラス・ロビンソン・ジュニア（英語版）と結婚
      - Theodore Douglas Robinson（英語版） (1883–1934) - Helen Rebecca Rooseveltと結婚
        - Douglas Robinson (1906–1964) - ニューヨーク州知事ネイサン・L・ミラー（英語版）の娘Louise Millerと結婚
        - Elizabeth Mary Douglas Robinson (1909–1979) - 建築家ジュール・アンリ・デ・シブール（英語版）の息子Jacques Blaise de Sibourと結婚

      - Corinne Douglas Robinson（英語版） (1886–1971) - コネチカット州下院議員。ジョセフ・ライト・オールソップ4世（英語版）と結婚
        - Joseph Wright Alsop V（英語版） (1910–1989) - ジャーナリスト
        - Corinne Roosevelt Alsop (1912–1997) - 保険会社チャブ・リミテッド（英語版）創業者の孫のPercy Chubb IIと結婚
        - Stewart Johonnot Oliver Alsop Sr.（英語版） (1914–1974) - コラムニスト、政治評論家
          - Joseph Wright Alsop VI - ベンチャーキャピタリスト
          - Ian Alsop
          - Elizabeth Winthrop Alsop（英語版） (b. 1948) - 児童文学作家
          - Stewart Johonnot Oliver Alsop Jr.（英語版） (b. 1952) - 投資家
          - Richard Nicholas Alsop - 宣教師
          - Andrew Alsop

        - John deKoven Alsop（英語版） (1915–2000) - コネチカット州下院議員

      - Monroe Douglas Robinson (1887–1944)
      - Stewart Douglas Robinson (1889–1909) - 大学在学中に飛び降り自殺

### ハイドパーク分家
- Isaac Daniel Roosevelt (1790–1863) - Mary Rebecca Aspinwallと結婚
  - James Roosevelt (1828–1900) - Rebecca Howland、サラ・デラノ（英語版）と結婚
    - James Roosevelt "Rosey" Roosevelt（英語版） (1854–1927) - Helen Schermerhorn Astorと結婚
      - Helen Rebecca Roosevelt (1881–1962) - Theodore Douglas Robinsonと結婚
      -  James Roosevelt "Tadd" Roosevelt Jr.（英語版） (1879–1958)

    - Franklin Delano Roosevelt (1882–1945) - 第32代アメリカ合衆国大統領。エレノア・ルーズベルトと結婚
      - Anna Eleanor Roosevelt（英語版） (1906–1975) - カーティス・ビーン・ドール（英語版）、クラレンス・ジョン・ベッティガー（英語版）、James Addison Halstedと結婚
        - Anna Eleanor Roosevelt Dall（英語版） (b. 1927) - Van H. Seagravesと結婚
          - Nicholas Delano Seagraves (b. 1949)
          - David Delano Seagraves (b. 1952)
          -  Anna Eleanor Seagraves (b. 1955)

        - Curtis Roosevelt Dall（英語版） (1930–2016)
        -  John Roosevelt Boettiger（英語版） (b. 1939) - リー・マカロー（英語版）と結婚

      - James Roosevelt II (1907–1991) - ベッツィ・クッシング（英語版）、Romelle Schneider、Irene Owens、Mary Winskillと結婚
        - Sara Delano Roosevelt（英語版） (1932–2021) - ピアニストのアンソニー・ディ・ボナヴェントゥーラ（英語版）と結婚
        - Kate Roosevelt (1936–2002) - ジャーナリスト、政治家のウィリアム・ハダッド（英語版）と結婚
        - James Roosevelt III（英語版） (b. 1945) - 法律家。Ann Martha Conlonと結婚
          - Kathleen Ann Roosevelt (b. 1978) - Jeffrey Walkerと結婚
          - Theresa Marie Roosevelt (b. 1982) - Robert O'Loughlinと結婚
          -  Maura Amy Roosevelt (b. 1984) - Joshua Fisherと結婚

        - Michael Anthony Roosevelt (b. 1946)
        - Anna Eleanor Roosevelt (b. 1948)
        - Hall Delano Roosevelt (b. 1959) - カリフォルニア州ロングビーチ市議会議員[11]
        - Rebecca Mary Roosevelt (b. 1971)

      - Franklin Roosevelt (1908–1909) - 乳児期に死亡
      - Elliott Roosevelt Sr. (1910–1990) - アメリカ陸軍航空隊指揮官、作家。実業家ウィリアム・ドナー（英語版）の娘Emily Browning Donner、Ruth Josephine Googins、女優フェイ・エマーソン（英語版）、Minnewa Bell、Patricia Peabodyと結婚
        - William Donner Roosevelt (1932–2003) - 投資銀行家、慈善活動家
        - Ruth Chandler Roosevelt (1934–2018)
        - Elliott Roosevelt Jr. (b. 1936) - テキサスの石油企業家[12]
        - David Boynton Roosevelt (b. 1942)
        - Livingston Delano Roosevelt (1962-1962) - 乳児期に死亡

      - Franklin Delano Roosevelt Jr. (1914–1988) - 法律家、実業家、政治家。エセル・デュポン、Suzanne Perrin、Felicia Schiff Warburg Sarnoff、Patricia Luisa Oakes、Linda McKay Stevenson Weickerと結婚
        - Franklin Delano Roosevelt III（英語版） (b. 1938) - 経済学者。チャールズ・W・グッドイヤー（英語版）の子孫のGrace R. Goodyearと結婚
          - Phoebe Louisa Roosevelt (b. 1965)
          - Nicholas Martin Roosevelt (b. 1966) - アメリアと双子
          -  Amelia Roosevelt (b. 1966) - ニコラスと双子。ヴァイオリニスト

        - Christopher du Pont Roosevelt (b. 1941)  - ヘンリー・オズボーン・ハヴマイヤー（英語版）の子孫のRosalind Havemeyerと結婚
        - John A. Roosevelt
        - Nancy Roosevelt Ireland
        - Laura Delano Roosevelt - Charles Henry Silbersteinと結婚

      -  John Aspinwall Roosevelt II (1916–1981) - Anne Lindsay Clarkと結婚
        - Haven Clark Roosevelt (b. 1940)
        - Anne Sturgis Roosevelt (b. 1942)
        - Sara Delano Roosevelt (1946–1960)
        -  Joan Lindsay Roosevelt (1952–1997)

  -  John Aspinwall Roosevelt (1840–1909) - Ellen Murray Crosbyと結婚
    - Grace Walton Roosevelt (1867–1945) - テニス選手。Appleton LeSure Clarkと結婚
      - Roosevelt Clark (1897–1928)[13]
      - Russell Clark (1900–1967)[13]

    - Ellen Crosby Roosevelt (1868–1954) - テニス選手